# Сан-Кристобаль (Галапагоські острови)

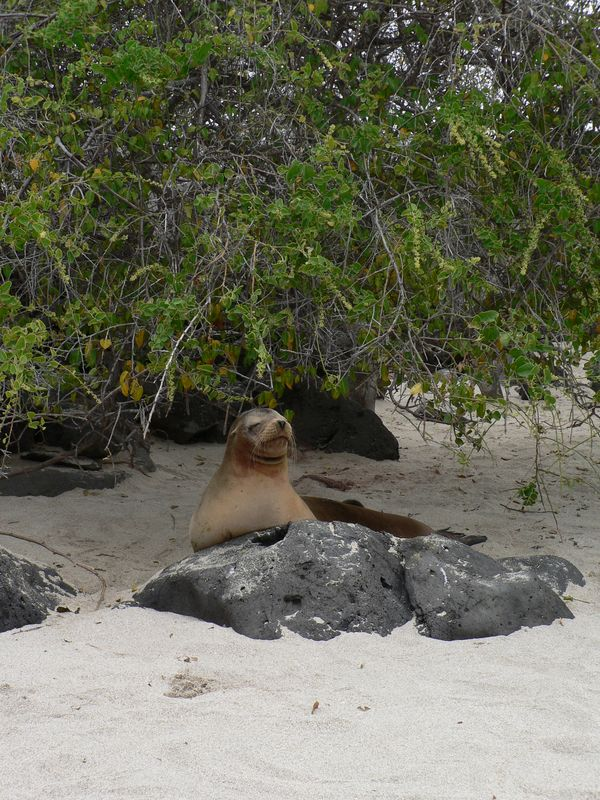
Морський лев на острові Сан-Кристобаль

Сан-Кристо́баль (ісп. San Cristóbal) або Чатем (англ. Chatham) — найсхідніший та один з геологічно найстаріших островів Галапагоського архіпелагу.
Іспанська (та найвживаніша) назва острова, San Cristóbal, походить від імені Святого Христофора, покровителя мореплавців. Старіша англійська назва острова, Chatham, походить від імені Вільяма Пітта, 1-го графа Чатема.
Площа острова становить 558 км², найбільша висота — 730 м. На південно-західному березі острова розташована столиця провінції Галапагос, місто Пуерто-Бакерісо-Морено. Аеропорт острова сполучається регулярними рейсами з еквадорськими містами Кіто і Ґуаякіль.
На острові мешкають фрегати, галапагоські морські леви, галапагоські черепахи, блакитноногі і червононогі олуші, багато видів тропічних птахів, морські ігуани, дельфіни, мартини. Характерні рослини включають ендемічні трави Calandrinia galapagosa і Lecocarpus darwinii та дерева, такі як Lignum Vitae і матасарна (ісп. matazarna). У водах навколо острова серед інших морських мешканців у великій кількості водяться акули, скати і омари.
На острові є найбільше прісноводне озеро на архіпелазі, Лагуна-ель-Хунко (Laguna El Junco), що лежить у кратері на горбах у південній частині острова. В озері та навколо нього водиться велика кількість птахів. Біля нього розташований розплідник для тварин La Galapaguera, зокрема для розведення гігантських черепах.
Туристи найчастіше відвідують місто Пуерто-Бакерісо-Морено та ділянки острова біля нього, зокрема гніздову колонію фрегатів Cerro Tijeretas, колонію синьоногих олуш, колонію морських котиків та статую Чарльза Дарвіна, розташовану на місці, де вчений вперше висадився на Галапагоських островах під час подорожі на кораблі «Beagle». Також популярні дві ділянки для підводного плавання: Kicker Rock або Léon Dormido, які є залишками підводного вулкана, та Isla Lobos («острів морських левів»).